# John Plumtree
Pour les articles homonymes, voir Plumtree.
Pas d'image ? Cliquez ici

a Compétitions nationales et continentales officielles uniquement.

b Matchs officiels uniquement.
Dernière mise à jour le 17 octobre 2023.
John Plumtree, né le 16 juillet 1965 à Hawera, est un entraîneur et joueur sud-africain d'origine néo-zélandaise de rugby à XV.
Il est en 2023 à la tête de l'équipe sud-africaine des Sharks.

## Biographie

### Vie privée
John Plumtree est marié à une femme sud-africaine. Son fils, Taine Plumtree est aussi rugbyman, mais joue pour le pays de Galles.

### Carrière de joueur
John Plumtree commence sa carrière en NPC en 1985, représentant Taranaki, avec qui il dispute 40 matchs. En 1986, il est appelé pour un essai avec l'équipe nationale néo-zélandaise, les All Blacks. À partir de 1988 et pendant une décennie, il défend les couleurs des Sharks (80 apparitions), remportant avec eux deux fois la Currie Cup en 1990 et 1996. En 1992, il effectue une pige pour la province de NPC de Hawke's Bay, jouant 14 fois.
Il a joué pour l'équipe d'Afrique du Sud de rugby à sept.

### Carrière d'entraîneur
Après sa carrière sportive, il devient directement entraîneur, dirigeant l'équipe de Swansea pendant cinq saisons, puis passe quatre saisons à la tête des Wellington Lions et surtout sept à celle des Sharks, qu'il mène à leur première victoire en Currie Cup depuis 1996 en 2008, avant de gagner le trophée de nouveau en 2010. Dans cette compétition, il atteint une autre finale en 2012, avant de quitter le club un an plus tard. Peu après, il est recruté en tant qu'entraîneur des avants de l'équipe d'Irlande, contribuant à leur succès au Tournoi des Six Nations 2014.
À partir de 2015, il travaille en tant qu'adjoint de Chris Boyd (en) pour la franchise des Hurricanes, s'engageant jusqu'en 2018. En 2019, il prend les rênes des Hurricanes, qui sont demi-finalistes du Super Rugby cette saison. Cette année, il devient l'entraîneur des avants de l'équipe de Nouvelle-Zélande.
Il est démis de ses fonctions d'entraîneur adjoint des All Blacks en juillet 2022, après la série perdue face à l'Irlande. Il trouve rapidement un nouveau rôle, signant en tant qu'entraîneur de la province de Manawatu.
En 2023, il fait son retour en tant qu'entraîneur principal des Sharks qui jouent désormais en United Rugby Championship, assisté par Dave Williams. Comme lors de son précédant passage au club, il souhaite que les Sharks jouent un rugby expansif et attractif.

## Palmarès

### Palmarès de joueur
- Sharks
  - Vainqueur de la Currie Cup en 1990 et 1996.

### Palmarès d'entraîneur
- Wellington (entraîneur)
  - Finaliste du National Provincial Championship en 2006.

- Sharks (entraîneur)
  - Vainqueur de la Currie Cup en 2008 et 2010.
  - Finaliste de la Currie Cup en 2012.

- Irlande (adjoint)
  - Vainqueur du Tournoi des Six Nations en 2014.

- Nouvelle-Zélande (adjoint)
  - Vainqueur du Rugby Championship en 2020 et 2021.

- Hurricanes (adjoint)
  - Vainqueur du Super Rugby en 2016.
  - Finaliste du Super Rugby en 2015.